# Лесенец (Малопольское воеводство)
Лесе́нец (пол. Lesieniec) — село в Польше в сельской гмине Ивановице Краковского повета Малопольского воеводства.

## География
Село располагается в 3 км от административного центра гмины села Ивановице-Влосцяньске и в 21 км от административного центра воеводства города Краков. Находится при воеводской дороге № 773.
В 1975—1998 годах село входило в состав Краковского воеводства.

## Население
По состоянию на 2013 год в селе проживало 174 человек.
| 2010 | 2013 |
| ---- | ---- |
| 173  | 174  |

| Перепись  | Всего   | Всего | Женщины | Женщины | Мужчины | Мужчины |
| --------- | ------- | ----- | ------- | ------- | ------- | ------- |
| Единицы   | человек | %     | человек | %       | человек | %       |
| Население | 174     | 100   | 80      |         | 94      |         |